# 王弘
王 弘（おう こう、太元4年（379年）- 元嘉9年5月29日（432年7月12日））は、中国の東晋末期に劉裕（南朝宋の武帝）に仕えた政治家。字は休元。本貫は琅邪郡臨沂県。東晋の大功臣王導の曾孫。祖父は東晋の中領軍の王洽。父は東晋の散騎常侍の王珣。劉裕に九錫をもたらし、また劉義隆（南朝宋の文帝）の下でも大いに参与し、最終官位は司徒に至った。

## 生涯
王弘は小さなころから学問に打ち込み、清廉恬淡なることで名を知られており、謝混とよしみを通じていた。その名声のため司馬道子の驃騎参軍主簿として取り立てられた。その後さらなる出世の諮問もなされたが、父の王珣のとりなしにより立ち消えとなった。父の喪に服したのち、司馬道子や司馬元顕が王弘を招聘しようとしたが、いずれも辞退した。
元興3年（404年）、劉裕の桓玄打倒に功績があったということで、華容県五等侯に封ぜられた。しかし、義熙6年（410年）の盧循率いる五斗米道軍の侵略があった時には、尋陽にまで逃げている。事態が収束したのち、中軍諮議参軍・大司馬（司馬徳文）右長史を経て呉国内史となった。劉裕が太尉となると長史、次いで左長史となった。
義熙13年（417年）、劉裕の北伐に従軍し、王鎮悪らが洛陽を陥落させると、九錫の到着が遅れていたため、催促のため王弘を建康に向かわせた。建康で劉裕の代任をしていたのは劉穆之であったが、王弘の到着を聞くと、手続きを進め切れていなかったことを恥じ、また恐れ、発病して死んだ。劉裕が劉穆之の死を受けて彭城に帰還したところで、王弘を彭城郡太守に任じた。さらに江州に移り、監江州豫州之西陽新蔡二郡諸軍事・撫軍將軍・江州刺史となった。任地では善政を布き、民はこれに安んじたとされる。
元熙元年（419年）、謝霊運が愛妾を軍人に寝取られたことに怒り、その軍人を殺すという事件が発生。この事件を厳しく裁かなかった同族の王准之を糾弾し、その振る舞いの正しさを劉裕より称賛された。
永初元年（420年）、劉裕が宋の武帝として即位すると、散騎常侍を加えられ、また佐命の功から華容県公に封ぜられた。永初3年（422年）には宮廷入りし、衛将軍・開府儀同三司となった。
武帝の崩御後、あとを継いだ劉義符の行状が甚だ皇帝に相応しくない、とのことで、景平元年（424年）に徐羨之らは劉義符を廃立し、のちに殺害した。王弘もこの謀議に関わっていた。ただし、元嘉3年（426年）に文帝が徐羨之らの誅殺をなした時、積極的な関与ではなかったこと、また王弘の弟の王曇首が文帝の側近としてとりなしたこともあり、特に罪には問われなかった。それどころか文帝政権下でも積極的な献策をなし、その功績より司空、建安郡公への昇進が諮られたが、辞退した。車騎大将軍となった。文帝が謝晦討伐に親征した際には、劉義康とともに建康の留守を守った。
徐羨之らの誅滅により、宮廷の枢要を多く琅邪王氏が固めることとなった。これを危惧した范泰や成粲が、王弘に枢要から退くよう勧めていた。そのため元嘉5年（428年）に旱魃が発生した際、その責任を取るため、という形での降格を願い出た。そのため衛将軍・開府儀同三司への降格が認められた。元嘉6年（429年）にはさらに上表し、劉義康に元の職掌を譲渡した。
後に病を得て寝込むことが多くなったため引退を請うたが、文帝は認めなかった。元嘉9年（432年）、太保・中書監を加えられたが、同年5月壬申に54歳で死去した。文昭公と諡され、武帝の霊廟に配食された。

## 議論・献策
- 司馬道子に仕えてまもなくのころ、農業に滞りがあり、中間搾取が甚だしいことを見て取ったため屯田制を提唱した。
- 元嘉年間、民にもたらされる犯罪に対する処罰の苛烈さを見、中級官吏らと議論を交わし、その刑罰を軽くするよう上表した。
- 民に課せられる労役は13歳より半役、16歳から全役とされていた。王弘は、13歳ではまだ身体が出来上がり切っていないこと、また国内の情勢が安定してきたことを理由に、15歳もしくは16歳より半役、17歳より全役と改訂するよう上表した。

## 性格
- 明敏にして思いやり深く、あらゆる振る舞いが礼に適っていた。そのため王弘の振る舞いそのものを一つの規範とする「王太保家法」なる書も著されている。
- 一方で軽率にして偏狭な性格でもあり、誰かが自分の意に沿わなければ、すぐさま面罵を加えてくることがあった。
- 若いころには公城子野の舎で博打に入れあげていた。後には改めたのだが、この時の行状を宰相になったころに指摘され、言葉に詰まったことがあった。
- 父の王珣は貨殖家であり、多方面に貸し付けをなしていた。王珣が死亡すると、王弘はその証文を焼き捨てた。また王珣の残した事業は全て弟らに譲渡した。その後も貨殖を営むことがなかったため、死後に財産らしい財産は残っていなかった。
- 桓玄が司馬道子を処刑場に連行した時、もと部下たちは桓玄に睨まれるのを恐れたが、王弘はひとり公衆の面前で司馬道子のため号泣し、人々より称賛された。

## 言動
- 王弘の家に客が訪問してきたとき、客が会話の中で、うかつに父（王珣）の諱を犯してしまわぬように、と考え、王弘に父親の名を聞いたことがあった。その時王弘は「蘇子高（蘇峻）と同じだよ」と答えている。珣と峻は、中古音でもやはり同じ sǐuěn である。
- 劉裕が晩年、宴会で「もともとこのような地位は望んでいなかった」と語った。その言葉に対して群臣がしきりに劉裕を称賛する中、王弘は居住まいを正し「天命です。望んで得られるものでも、辞退できるものでもありません」と語り、その率直な物言いが讃えられた。
- 宰相として官吏に封爵地を授ける時、まずは激しく面罵し、その後に封爵した。その理由を聞かれると「封爵とは陛下の土地を削減する振る舞いである。そのことを悲しく思わないものであれば、いずれ陛下に恨みを抱くかもしれない。そのような者に、陛下の土地を預けるわけにはゆかない。そのことをまず思い知らせているのだ」と答えた。

## 他者との関係
- 江州刺史として赴任した際、赴任地で隠者として高名となっていた陶淵明に美酒を送り、官吏としての招聘を試みている。招聘こそ失敗したものの、宴会には参加してもらえている。この際に陶淵明は「於王撫軍坐送客」という詩を詠んでいる。ただし、あくまで王弘が開いた宴で同席した者の出立を見送る詩という体裁であり、詩中に王弘の姿は現れない。
- 劉裕に後を託された徐羨之・傅亮・謝晦・檀道済の四名のうち、特に檀道済との関係が良好であった。後に徐羨之らと対立することがあった時にも、常に檀道済支持に回っていた。
- 謝晦との関係は良好とは言えなかった。劉穆之の後任に王弘はどうだろう、と劉裕が問うと、謝晦は「王弘では軽率すぎます。徐羨之のほうが良いでしょう」と答えている。また謝晦が反乱の軍を立ち上げたときにも、その檄文において王弘やその弟の王曇首が君側の奸として好き放題をしている、と激しく糾弾している。

## 子女
- 王錫（嫡子。江夏内史）
- 王僧達（末子。劉義慶の娘を娶り、中書令に至った）

## 伝記資料
- 『宋書』巻42 列伝第2
- 『南史』巻21 列伝第11